# Nature-Air-Flug 9916
Der Nature-Air-Flug 9916 (Flugnummer IATA: 5C9916, ICAO: NRR9916, Funkrufzeichen: NATURE AIR 9916) war ein inländischer Charterflug der Nature Air vom Flughafen Punta Islita zum Juan Santamaría International Airport in Costa Rica. Am 31. Dezember 2017 ereignete sich auf diesem Flug ein schwerer Flugunfall, als die eingesetzte Cessna 208B Grand Caravan durch einen überzogenen Flugzustand in einen Strömungsabriss geriet und abstürzte. Bei dem Zwischenfall kamen alle 12 Insassen der Maschine ums Leben.

## Flugzeug
Bei der Maschine handelte es sich um eine 2001 gebaute Cessna 208B Grand Caravan mit der Werknummer 208B0900, die am 8. November 2001 an die North Platte Express LLC ausgeliefert und von dieser mit dem Luftfahrzeugkennzeichen N375WY zugelassen wurde. Am 30. November 2007 übernahm die Zuni LLC die Maschine, ab dem 16. Januar 2008 betrieb sie diese mit dem neuen Kennzeichen N181GC. Ab dem 12. August 2011 wurde die Maschine mit dem Luftfahrzeugkennzeichen TI-BEI durch die Nature Air betrieben. Das einmotorige Zubringerflugzeug war mit einem Turboproptriebwerk des Typs Pratt & Whitney Canada PT6A-114A mit 505 kW (675 PS) ausgestattet, das mit einem dreiblättrigen, verstellbaren Hartzell-Propeller bestückt war. Bis zum Zeitpunkt des Unfalls hatte die Maschine eine Gesamtbetriebsleistung von 12.073 Betriebsstunden absolviert, auf die 20.813 Starts und Landungen entfielen.

## Passagiere und Besatzung
Den durch die Reisegesellschaft Backroads gecharterten Flug hatten neun US-amerikanische Touristen angetreten, welche sich in Begleitung eines Reiseführers befanden. Es befand sich eine zweiköpfige Besatzung an Bord der Maschine, bestehend aus einem Flugkapitän und einer Ersten Offizierin.
- Flugkapitän war der 52-jährige Juan Manuel Retana Chinchilla, welcher sich zum Unfallzeitpunkt im linken Pilotensitz befand. Der Flugkapitän war zwischen 1998 und 2017 für verschiedene Fluggesellschaften in der Funktion des Flugkapitäns und Ersten Offiziers geflogen. Von Juli 1998 bis Oktober 2005 war er bei der ebenfalls costa-ricanischen Fluggesellschaft SANSA als Pilot an Bord der Cessna 208B angestellt gewesen. Er habe dann zu Nature Air gewechselt und sei bei der Fluggesellschaft zum Flugkapitän und Ersten Offizier an Bord der de Havilland Canada DHC-6 ausgebildet worden. Für den Zeitraum von Januar 2007 bis Juli 2017 sei der Flugkapitän wieder zur SANSA gewechselt, ehe er ungefähr ab Oktober 2017 wieder für die Nature Air arbeitete. Der Flugkapitän verfügte über 14.508 Stunden Flugerfahrung, wovon er 11.587 Stunden im Cockpit der Cessna 208B absolviert hatte.
- Erste Offizierin war die 26-jährige Ema Lucía Ramos Calderón. Sie saß im rechten Pilotensitz und verfügte über 453 Stunden Flugerfahrung, wovon 370 Flugstunden auf einmotorige und 83 Stunden auf mehrmotorige Maschinen entfielen. Ihre Ausbildung zur Ersten Offizierin bei der Nature Air hatte im Oktober 2017 begonnen.

## Unfallhergang

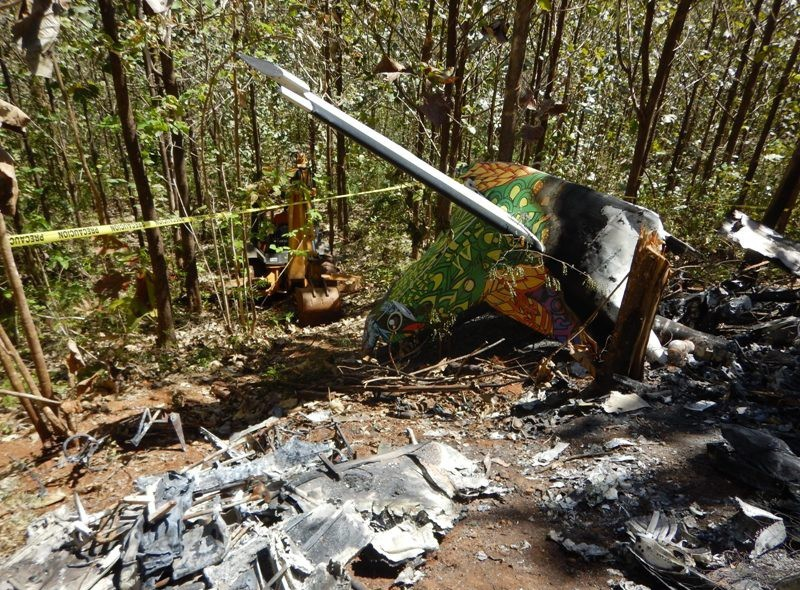
Heck und weitere Trümmerteile des Flugzeugs

Die Cessna war die zweite von zwei baugleichen Maschinen, mit denen an diesem Tag US-amerikanische Hotelgäste aus Punta Islita in die costa-ricanische Hauptstadt San José ausgeflogen werden sollten, um von dort aus ihre Heimflüge anzutreten. Die erste Maschine startete von der Startbahn 03 und flog nach dem Abheben eine Rechtskurve durch einen Pass zwischen den Bergen, welcher zurück zum Meer führte. Das Unfallflugzeug blieb noch etwa 15 Minuten länger am Boden. Nach Angaben des Hotelangestellten, der beim Abflug am Flughafen war, wurde mit dem Unfallflugzeug nach dem Abheben nicht die gleiche Rechtskurve geflogen wie mit der ersten Cessna, stattdessen sei die Maschine weiter der Anfluggrundlinie gefolgt. In dieser Richtung befindet sich ein Tal mit beidseitig ansteigendem Gelände. Das Gebirgstal setzt sich nach einer Linkskurve fort, wobei der Talboden immer weiter ansteigt und das Tal mit einem Berg endet. In nördlicher Richtung gibt es keinen Ausweg aus dem Tal. Der Funkkontakt mit der Cessna brach ab. Die Maschine wurde daraufhin als vermisst gemeldet. Das Flugzeug prallte etwa 0,5 Meilen (rund 800 Meter) vom Startende der Startbahn 3 in Punta Islita gegen das Gelände an der nordwestlichen Seite des Tals, explodierte und ging in Flammen auf. Bei dem Unfall starben alle 12 Insassen der Maschine.

## Ursache
Das National Transportation Safety Board untersuchte den Unfall. Die Ermittler kamen zu dem Schluss, dass die Piloten es versäumt hätten, eine Fluggeschwindigkeit oberhalb der Strömungsabrissgeschwindigkeit zu halten, während sie versuchten aus dem engen Gebirgstal herauszufliegen. Die Maschine habe daraufhin einen überkritischen Anstellwinkel erreicht und sei abgestürzt. Beitragend zu dem Unfall sei die Entscheidung der Besatzung gewesen, den Start in Richtung des ansteigenden Geländes auszuführen, wobei die Geländebeschaffenheit höchstwahrscheinlich die Steigleistung der Maschine überforderte.